# Folke Rydberg
Folke Rydberg, född 29 september 1900 i Borgholm, Öland, död 5 januari 1969 i Göteborg, var en svensk sångare (andre bas).
Rydberg var medlem i Wiggerskvartetten 1928–1940.
Han dubbade även Långbens röst i filmen Pank och fågelfri. Rydberg är begravd på Skogskyrkogården i Stockholm.

## Filmografi
- 1930 – Kronans kavaljerer
- 1931 – Brokiga Blad
- 1932 – Ett skepp kommer lastat
- 1941 – Fröken Vildkatt
- 1942 – Man glömmer ingenting
- 1943 – En melodi om våren
- 1944 – Prins Gustaf
- 1947 – Pank och fågelfri
- 1951 – Alice i Underlandet